# 4594 Дашкова
4594 Дашкова (4594 Dashkova) — астероїд головного поясу, відкритий 17 травня 1980 року.
Тіссеранів параметр щодо Юпітера — 3,654.